# Viva el Amor
Viva el Amor är det sjunde studioalbumet av den engelska rockgruppen The Pretenders, utgivet den 22 juni 1999 på Warner Bros. Records. Albumet producerades av Stephen Hague och Stephen Street. Det innehåller singlarna "Human" och "Popstar".

## Låtlista
1. "Popstar" (Chrissie Hynde, Adam Seymour) – 3:34
2. "Human" (Shelly Peiken, Mark McEntee) – 3:55
3. "From the Heart Down" (Hynde, Billy Steinberg, Tom Kelly) – 3:31
4. "Nails in the Road" (Hynde, Steinberg, Kelly) – 3:25
5. "Who's Who" (Hynde) – 4:11
6. "Dragway 42" (Hynde) – 5:19
7. "Baby's Breath" (Hynde, Steinberg, Kelly) – 3:15
8. "One More Time" (Hynde) – 3:15
9. "Legalise Me" (Hynde) – 3:51
10. "Samurai" (Hynde) – 4:43
11. "Rabo de Nube" (Silvio Rodríguez) – 1:26
12. "Biker" (Hynde) – 4:40

## Medverkande
- Chrissie Hynde – sång, gitarr
- Adam Seymour – gitarr
- Andy Hobson – elbas
- Martin Chambers – trummor